# Ballstad
Ballstad är en tätort i Vestvågøy kommun i Nordland fylke i norra Norge. Orten ligger där vid änden av fylkesväg 818, på den västra sidan av Buksnesfjorden, på den sydvästra delen av ön Vestvågøya.